# Кастильо Вера, Пилар дель
Мари́я Пила́р дель Касти́льо Ве́ра (исп. María Pilar del Castillo Vera; род. 31 июля 1952, Надор) — испанский политик, член Народной партии и Европейского парламента.
Дель Кастильо изучала юриспруденцию в Университете Комплутенсе в Мадриде. В 1981—1982 годах по программе Фулбрайта обучалась в Университете штата Огайо. В 1983 году получила учёную степень в Мадриде. С 1986 года преподавал конституционное право в Национальном университете дистанционного образования, с 1994 года заведует кафедрой политических наук. В 1995—1996 годах дель Кастильо издавала журнал Nueva Revista de Política, Cultura y Arte. В 1996—2000 годах руководила испанским государственным институтом исследования общественного мнения «Центр социологических исследований».
В 2000 году дель Кастильо Вера была назначена министром образования, культуры и спорта во втором кабинете министров Хосе Марии Аснара. На парламентских выборах 2004 года, когда Народная партия в целом потерпела поражение, Пилар дель Кастильо Вера была избрана депутатом нижней палаты испанского парламента от провинции Гранада. Тем не менее, спустя несколько месяцев она сложила полномочия в Конгрессе депутатов, победив на выборах в Европарламент в июне 2004 года. Пилар дель Кастильо Вера входит во фракцию Европейской народной партии и работает в комитете по промышленности, исследованиям и энергетике.
Дель Кастильо опубликовала несколько книг, в частности, о поведении избирателей и финансировании политических партий. Замужем, имеет двоих детей.